# Biserica Udricani
Biserica Udricani, una dintre cele mai vechi biserici din București, a fost construită în 1735 de către Clucerul Udricani, în vremea domniei lui Grigore II Ghica. 
Începând cu secolul al XVIII-lea, pe lângă biserica Udricani au funcționat Așezămintele Udricani constând din azilul de bătrâni, școala românească și școala de caligrafie. În 1877 a fost construit Institutul de Binefacere "Protopop Teodor Economu". La Așezămintele Udricani au învățat: Ienăchiță Văcărescu, Anton Pann, Barbu Paris Mumuleanu, Petre Ispirescu și alții.
Deși a fost afectată de focul cel mare din 23 martie 1847 totuși, cu ajutorul enoriașilor din mahalaua Udricani, printre care și librarul Iosif Romanov, biserica a fost refăcută. Astfel, la data de 8 februarie 1848, aici s-a înregistrat oficierea cununiei dintre Hristache Ioanin, dascălul și Virginia Romanov, nași fiindu-le „Iosif cărturarul și Ecaterina soția sa”.
Începând cu anul 2005, Biserica și Așezămintele Udricani s-a aflat în proces de renovare sub patronajul Guvernului României prin Direcția Monumentelor Istorice a Ministerului Culturii și Cultelor. În șantierul arheologic deschis lângă biserică s-au găsit peste 25 de cruci, datând din anii 1802-1816, cele mai vechi din perimetrul central al orașului București.
Biserica se află pe strada Iuliu Barasch nr. 11 în București, Sectorul 3, la est de Piața Sf. Vineri și în vecinătatea Teatrului Evreiesc de Stat.

## Monument istoric
Biserica Udricani are statut de monument istoric, cod LMI B-II-m-A-18076.